# Sondrio
Sondrio (, Sundri in dialetto valtellinese, AFI: [ˈsundrj], Sonder in romancio, Sünders o Sonders in tedesco) è un comune italiano di 21 462 abitanti, capoluogo dell'omonima provincia in Lombardia e situato nella parte centrale della Valtellina, di cui è il centro principale. È stata designata Città alpina dell'anno 2007.

## Geografia fisica

### Territorio
Con un territorio comunale di 20,88 km² e di 21 079 abitanti circa, Sondrio risulta essere il meno esteso e il meno popoloso (dopo Isernia) fra i 109 capoluoghi di provincia italiani. Sorge nella media Valtellina alla confluenza del torrente Mallero con l'Adda, alle porte della Valmalenco, sotto il massiccio della Corna Mara. La città è il centro principale della zona.

### Clima
Il clima della città, come il resto del fondovalle, è continentale, con inverni freddi ed estati calde. Frequenti le precipitazioni anche nella stagione estiva. Durante l'inverno, la temperatura media giornaliera si attesta generalmente sugli 0,9 °C. Le minime tra novembre e marzo sono quasi sempre sotto lo zero, con punte fino a −15 °C durante le irruzioni artiche da est o da nord. Frequenti le nevicate (la media nivometrica si attesta sui 45 cm annui con una permanenza al suolo di circa 45-50 giorni). La pioggia da fine novembre a febbraio è rara e le precipitazioni sono prevalentemente nevose ma può succedere ogni tanto che dei venti particolarmente umidi o di scirocco associati a perturbazioni atlantiche portino pioggia e temperature tra i 2 °C e i 4 °C (spesso in serata la pioggia si trasforma in neve).
Anche in inverno, tuttavia, le temperature possono risultare elevate grazie ai venti di favonio, capaci di innalzare la temperatura fino a 15-16 °C a gennaio e 17-18 °C a febbraio, peraltro con dei tassi di umidità insignificanti (15-30%).
La primavera generalmente è instabile, a marzo i primi periodi soleggiati con temperature gradevoli (12-14 °C di massima) si alternano a degli improvvisi ritorni del freddo, con abbondanti nevicate tardive e la colonnina di mercurio che può tornare di alcuni gradi sotto lo zero.
Dalla metà di aprile si possono raggiungere i 20 °C ma il susseguirsi di perturbazioni atlantiche possono portare abbondanti piogge e temperature sui 9-12 °C. Non è esclusa anche in questo periodo, una spruzzata di neve in caso di forti piogge associate a venti freddi da nord che generalmente però perdura poco tempo al suolo.
Da maggio le temperature aumentano sensibilmente: nei pomeriggi di metà del mese si può arrivare a 25-27 °C, mantenendo però temperature decisamente fresche nella mattina (10-12 °C). I primi temporali di calore cominciano a farsi strada in questo mese.
Durante l’estate, da giugno ad agosto fa mediamente caldo: solitamente si raggiungono 31-32 °C di massima, che possono diventare 34-35 °C durante i rari giorni di anticiclone africano. L'arrivo di temporali e grandinate possono però abbassare le temperature di 10-15 °C. Le cosiddette “notti tropicali” con temperature notturne superiori a 25 °C che si verificano spesso nelle grandi città, a Sondrio e nel resto della valle, sono rarissime o addirittura impossibili, in quanto anche in caso di anticiclone le termiche di notte non superano mai i 18-19 °C.
A fine agosto tuttavia, non si toccano più i picchi di calore e da Ferragosto solitamente non si superano i 27-29 °C.
A settembre, complice anche la diminuzione delle ore di luce e le prime forti perturbazioni, le termiche si attestano sui 23-24 °C di massima (che possono diventare 16-17 °C in caso di pioggia) e 9-10 °C di minima.
Ottobre è un mese molto piacevole se soleggiato anche se non si raggiungono più i 20 °C ma al massimo 17 °C nella prima metà del mese e 13 °C nella seconda metà, ma può essere molto freddo in caso di pioggia (la neve è rara ma non impossibile).
Novembre ormai è un mese freddo, comincia a nevicare e le minime vanno sotto zero. (-3/−4 °C e le massime non si spingono oltre i 6 °C).
A dicembre, il mese con meno ore di luce, il clima è molto rigido. La media delle temperature minime è di −4 °C ma in alcuni giorni si sfiorano i −7/−9 °C e le massime diurne spesso non superano i -1/+0 °C anche perché, a causa della presenza delle Alpi Orobie a sud della città, a Sondrio il 21 dicembre la città rimane illuminata dai deboli raggi di sole solo dalle 11:00 alle 14:00.

## Storia

### Origini
La città di Sondrio ha origini longobarde, anche se nel suo territorio sono state ritrovate testimonianze preistoriche e dell'età romana. Il toponimo deriva dal germanico sundrium ('sundrio'), che indicava quella porzione di terra fatta lavorare direttamente dal padrone.
Come tutta la Valtellina, in epoca romana, il territorio di Sondrio appartenne al municipio di Como.
Durante le invasioni barbariche e anche successivamente fu luogo di rifugio per i fuggiaschi, soprattutto dalla Val Padana, i quali portarono nuove conoscenze tecniche più perfezionate per la coltivazione della terra e per la lavorazione del legno, della lana, delle pietre e dei metalli. Ben presto sorse un castello dal quale un feudatario, in nome del vescovo di Como, dominava su tutta la pieve, che comprendeva quasi tutta la Valmalenco e alcune terre vicine anche oltre l'Adda.

### Medioevo

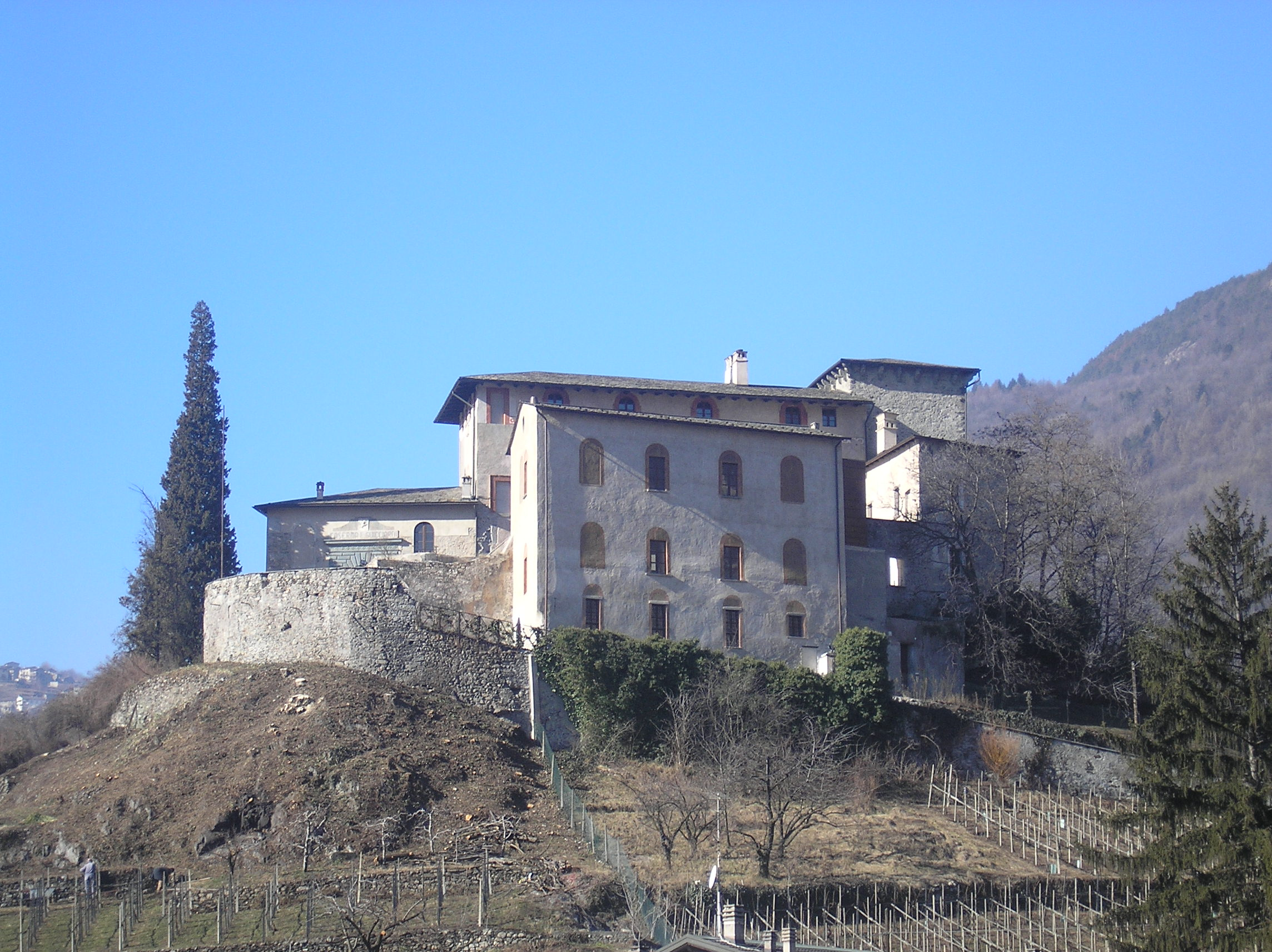
Il Castel Masegra

Nel 1040 Enrico III di Franconia concesse la pieve sondriese alla famiglia dei Capitanei originaria di Vizzola e in questo periodo vennero costruiti il castello di San Giorgio (ora monastero di San Lorenzo) e il Castel Masegra.
Nonostante l'investitura e le vicende del primo Basso Medioevo strettamente legate a quelle dell'Impero, le preferenze politiche della famiglia de' Capitanei, a loro discapito, furono sempre state di parte guelfa; così che, nella seconda metà del XIII secolo, i signori di Sondrio divennero rapidamente nemici della potente famiglia comasca dei Rusca o Rusconi. Nell'anno 1292 la città fu conquistata e rasa la suolo, la rappresaglia si estese anche in Valmalenco ove, in una battaglia svoltasi al dosso di Caspoggio, il castello dei Capitanei venne completamente distrutto.
Le disavventure di Sondrio continuarono nel 1304 ivi venne conquistata e nuovamente distrutta dai Rusconi. Tuttavia la famiglia Capitanei tornò ostinatamente tra le rovine della propria fortezza e si diede a ricostruirla commettendo il grave errore di erigerla ancora nello stesso punto, anticamente nel luogo dell'attuale contrada di Mossini, evidentemente poco difendibile. Ciò fu eseguito in poco tempo, tanto che la cittadella era nuovamente fortificata verso la fine del 1307. 

Araldica degli Angiò, concessa come stemma cittadino di Sondrio nel XIV secolo ai Capitanei per la loro affiliazione guelfa.

Nel 1310 i vecchi nemici comaschi dei Capitanei intrapresero una nuova scorreria, attaccando Sondrio e distruggendola fatalmente per la terza volta: la motivazione stava nel fatto che vi avevano trovato rifugio i superstiti della famiglia guelfa dei Vitani, nemici e concittadini dei Rusconi. Ciò fu troppo per la famiglia Capitanei, la quale decise finalmente di riedificare la città in una posizione più sicura; in solo otto anni sarebbero state poste le fondamenta dell'attuale centro storico di Sondrio: i signori di quel periodo, Egidio, Ruggero e Corrado, nel 1318 fecero erigere forti ed imponenti palizzate imitando il modello della città precedente. Tra il 1318 e il 1325 Tebaldo e Corrado Capitanei le sostituirono opportunamente con notevoli e definitive opere fortificate in muratura, alla quale costruzione contribuirono distintamente i vassalli malenchi.
Le mura, facenti capo al rafforzato Castel Masegra, si estendevano attorno alla città adagiata allo sbocco della Valmalenco, sulla riva sinistra del Mallero, nel luogo oggi chiamato Scarpatetti, fossato naturale nella direzione consueta degli attacchi nemici; nella cinta fortificata si aprivano tre porte: una a nord detta Porta del Mallero che immetteva nella via carovaniera della Valmalenco; una dalla parte di Montagna in Valtellina, situata presso la storica Piazza Quadrivio chiamata Porta di Prada e la Porta del Cugnolo, volta ad ovest. Una quarta porta venne successivamente eretta a e si chiamò Porta di Foppa. Inoltre i Capitanei nel frattempo ricostruirono il castello precedentemente distrutto dai Rusconi a Caspoggio.
Nel 1329 i ghibellini milanesi e comaschi guidati da Franchino Rusca attaccarono nuovamente Sondrio poterono per la prima volta scontrarsi con le nuove robuste mura dei Capitanei; gli assalitori preferirono passare all'assedio e, a differenza delle volte precedenti, non riuscirono ad espugnare la città con la stessa facilità. L'assedio si protrasse per un anno intero, i difensori vennero logorati da fame e malattie; l'unica fonte di sostentamento della città accerchiata fu tramite il Passo del Muretto in Valmalenco, ma tuttavia si trattò solo di qualche soccorso alimentare. Nel luglio del 1330 gli assediati, date le precarie circostanze, decisero affrettatamente di uscire in forze dalle mura con l'intento di affrontare il nemico in campo aperto, riportando una sconfitta decisiva che segnò l'inizio del breve vassallaggio da parte dei Rusconi.
Nel 1335 Sondrio cadde insieme a Como e a tutta la Valtellina nelle mani della signoria di Milano di Azzone Visconti, il quale nel 1336 risalì la valle per spegnere gli ultimi focolai di resistenza guelfa. Nello stesso anno concesse a Tebaldo Capitanei, superstite dell'assedio dei Rusconi, il titolo di Capitaneus Vallistelline con la qualifica platonica di "governatori della Valtellina", titolo però assolutamente privo di significato come dimostrò scelta fatta dal Visconti di spostare la sua residenza in valle al Castel Grumello, sede della famiglia ghibellina dei Piri o De Piro; situatosi nell'attuale comune di Montagna in Valtellina fu un vero nido dell'aquila sopra Sondrio.

L'oppressione viscontea continuò nel 1350 con l'avvio di un'operazione fiscale con l'applicazione di tasse e balzelli gravosissimi, ciò contribuì notevolmente ad alimentare il malcontento dei sondriesi, tuttavia dal 1363 i Visconti intrapresero politiche di riforma nei confronti dei valtellinesi: la valle fu divisa in tre terzieri amministrativi, il Terziere di Sotto, il Terziere di Mezzo e il Terziere di Sopra. Sondrio divenne capoluogo del Terziere di Mezzo.

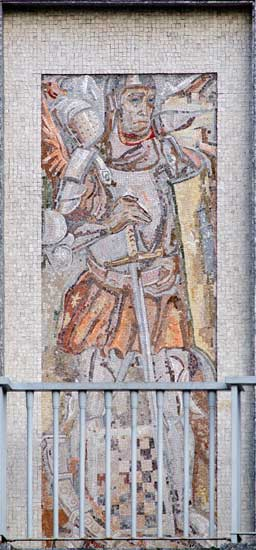
Tebaldo de' Capitanei raffigurato in un mosaico in pietra in Piazza Garibaldi a Sondrio, realizzato da Livio Benetti nel 1956.

L'anno 1370 vide Tebaldo Capitanei protagonista della rivolta dei guelfi valtellinesi contro i ghibellini milanesi; affiancato principalmente dalla famiglia Beccaria di Tresivio, da non confondere con la più celebre famiglia Beccaria di Pavia, e da numerose altre famiglie filo-papiste. Gli insorti attaccarono con ferocia numerosi possedimenti militari viscontei, così che il contrattacco di Galeazzo II Visconti fu relativamente immediato. Sondrio subì tre lunghi anni d'assedio; in più i milanesi, presidiando la gola di Arquino (frazione sondriese), bloccarono ogni forma di contatto con la Valmalenco e sostentamento dal Passo del Muretto. Durante gli scontri il castello dei Capitanei al Dosso di Caspoggio venne espugnato dalla fazione ghibellina. Nel 1373 Tebaldo Capitanei si arrese uscendo dal Castel Masegra conservando le armi e le insegne; il Visconti nell'impossibilità di venire a capo della situazione, concesse l'onore delle armi ai vinti.
Nel 1430 Francesco Antonio Capitanei, nipote di Tebaldo, fu uno dei capi del partito favorevole all'amministrazione della Valtellina alla Repubblica di Venezia sempre a danno dei Visconti. La lotta per il controllo della valle terminò nel 1432 con la vittoria dei milanesi a Delebio, guidati da Niccolò Piccinino e Stefano Quadrio, capo dei ghibellini valtellinesi, contro i veneziani. Nel 1436 morì Francesco Antonio Capitanei senza eredi maschi, la sua unica figlia Giacomina trasferì la titolarità della signoria ai Beccaria di Tresivio, andando in sposa ad Antonio Beccaria; in seguito la città passò nelle mani della casata grigiona dei Salis.
Nel 1450 Sondrio, come il resto della Valtellina, si sottomise a Francesco Sforza, nuovo duca di Milano.
Nel 1463 una violenta inondazione del torrente Mallero danneggiò gravemente la città provocando vittime e danni.

### Cinquecento e Seicento
Il 22 luglio del 1512, dopo un decennio di dominio francese, Sondrio venne occupata dalle truppe delle Tre Leghe scese dal Passo del Muretto, la Valtellina divenne suddita dei Grigioni, i quali spostarono la sede del governo da Tresivio all'attuale capoluogo.
Nel 1523 sette donne, accusate di essere streghe e volutamente indemoniate, furono condotte al rogo in Piazza Campello, dove anticamente sorgeva il camposanto cittadino.
Nell'agosto del 1526 una pestilenza colpì la città ed alcuni villaggi circostanti, causando 300 morti. Quest'ultimo ed altri precedenti malefici, come l'anomala pioggia di colore rosso avvenuta il 15 ottobre del 1515 in Val Malenco, furono attribuiti dai sondriesi contemporanei alla diffusione della religione luterana per mano dei Grigioni, accusati di aver "portato il diavolo in valle".
Nel 1541 un'ennesima inondazione del Mallero danneggiò la città.
Nel 1584, in risposta alla visita episcopale dell'Arcivescovo di Milano Carlo Borromeo al Santuario della Madonna di Tirano, i Riformati tentarono di costruire a Sondrio un seminario protestante ma dovettero scontrarsi con l'energica opposizione dell'arciprete Giovanni Giacomo Pusterla che, prigionato e torturato, salvò la vita solo riuscendo a fuggire.
Nell'estate del 1589 il Vescovo di Como Feliciano Ninguarda raggiunse Sondrio e redisse un censimento di natura religiosa agli abitanti della città, delle contrade e delle Quadre della Val Malenco.

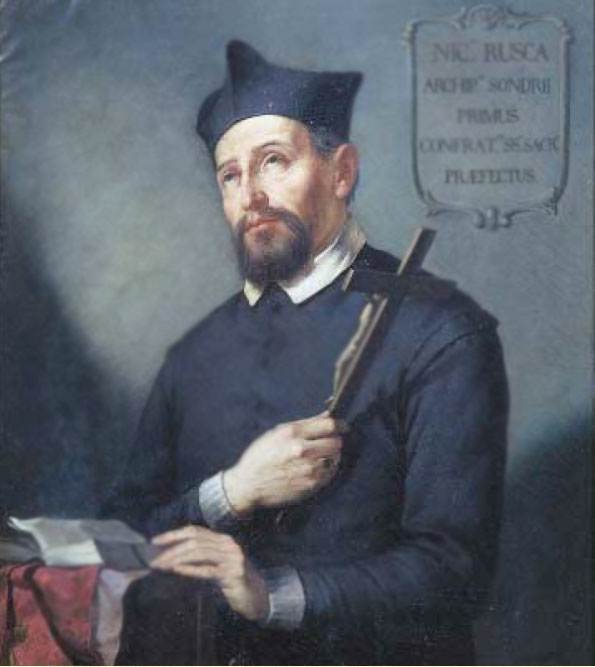
Il Beato Nicolò Rusca, arciprete di Sondrio dal 1590 al 1618, in un ritratto di Antonio Caimi.

Nel 1618 i Grigioni tentarono di creare in Sondrio un seminario protestante e per la seconda volta la netta opposizione fu ad opera dell'arciprete ticinese Nicolò Rusca. Durante la notte del 17 luglio il predicatore protestante della Val Malenco Marc'Antonio Alba, nativo di Casale Monferrato, con un gruppo di 60 uomini armati provenienti dall'Engadina, giunse a Sondrio e fece circondare l'abitazione del Rusca che venne fatto prigioniero. Il 4 settembre Nicolò Rusca morì torturato a Thusis.
Nel 1620 ebbe inizio la sanguinosa rivolta dei cattolici valtellinesi contro i Grigioni guidati dal partito filo-spagnolo capeggiato da Giacomo Robustelli, già il 16 luglio il palazzo in Sondrio del cancelliere protestante Giovanni Andrea Mingardino venne accerchiato, ma la vera insurrezione iniziò il 18 luglio quando il governatore grigione in Valtellina, Giovanni Andrea Travers, venne inviato prigioniero a Chiesa in Val Malenco. Il 19 luglio il cattolico sondriese Giovanni Guicciardi fece uccidere 18 protestanti dai suoi uomini nelle zone tra Montagna e Chiuro, successivamente si radunò in Albosaggia insieme ad altri capi della rivolta ed accerchiò Sondrio. I rivoltosi, entrati in città, fecero strage di Riformati anche se molti riuscirono a fuggire tramite il Passo del Muretto; la cifra delle vittime a Sondrio si attesta dai 140 ai 180, la più alta dei centri abitati valtellinesi del Sacro Macello. In totale si stimano dai 350 ai 600 morti in tutta la valle.
Tra il 26 e il 27 luglio il colonnello grigione Battista Salis scese dal Passo del Muretto diretto verso Sondrio ma, dopo una breve schermaglia, venne respinto dal presidio di Azzo Besta nei pressi della contrada di Primolo in Val Malenco. Il 1º agosto mille uomini comandati dal colonnello Johannes Guler von Wyneck sfondarono le linee malenche, abbandonate dal Besta, e il 2 agosto occuparono la Porta del Mallero di Sondrio, il 5 agosto la rivolta fu domata. Tuttavia i capi congiurati chiusi in Albosaggia presso i nobili Paribelli chiesero aiuto al Governatore di Milano, il duca di Feria, il quale mobilitò le sue truppe in Valtellina contro i Grigioni. Il 15 agosto i Grigioni si ritirarono da Sondrio.
Durante il Trattato di Madrid del 25 aprile 1621, stipulato tra il re Filippo IV di Spagna e Luigi XIII di Francia, con la mediazione straordinaria di papa Gregorio XV, si stabilì la restituzione totale della Valtellina alle Tre Leghe, tuttavia nel giugno del 1623 agli spagnoli subentrò un presidio pontificio di 1500 fanti e 500 cavalli quando papa Gregorio XV si intromise per trovare una soluzione di compromesso al contrasto scoppiato tra Francia e Spagna per il controllo del "corridoio valtellinese". Fallito il tentativo di mediazione, la Lega d'Avignone, promossa nel Trattato di Parigi dalla Francia, Venezia e la Savoia, tentò di recuperare con le armi la Valtellina agli alleati Grigioni.
Nel novembre del 1624 l'armata della Lega, guidata dal marchese di Cœuvres, conquistò Tirano e nel gennaio del 1625 si impossessò anche del Castel Masegra. Nel 1629 calarono anche in Valtellina i lanzichenecchi imperiali diretti a Mantova, seguita poi dalla rovinosa peste che ridusse la popolazione del capoluogo a un terzo.
Tra il 1635 e il 1637 il duca di Rohan si rese padrone della valle a seguito di quattro vittorie sugli spagnoli. Il 3 settembre 1639 il Capitolato di Milano decretò il ritorno della dominazione grigionese.
Durante il XVII secolo sorsero in città il convento dei Cappuccini, la chiesa del Suffragio e quella dell'Angelo Custode mentre alcune case del borgo vengono rifatte.
Nel 1672 venne arsa a Sondrio sul rogo con l'accusa di stregoneria una donna soprannominata "Orsolina del Cedrasco", della quale si conservano poche notizie.

### Settecento e Ottocento
Il XVIII secolo fu piuttosto gravoso perché si dovette fare fronte a numerose spese, come quelle per i danni causate dalle numerose alluvioni e quelle per l'erezione della Collegiata e del campanile da parte dell'architetto concittadino Pietro Ligari. Ciò nonostante Sondrio, come il resto della Valtellina, visse un secolo di tranquillità.
Il 19 giugno 1797, in seguito alla campagna d'Italia intrapresa da Napoleone Bonaparte, il Consiglio generale di Valle decise di staccarsi dai Grigioni e di chiedere al Bonaparte di potersi unire alla Repubblica Cisalpina. Il 22 giugno dello stesso anno ci fu l'annessione ufficiale, e il borgo divenne il capoluogo del Dipartimento dell'Adda e Oglio e successivamente al termine della dominazione austriaca, nel giugno 1800, divenne sede di una viceprefettura del Dipartimento del Lario.
Nel 1809 a Sondrio si ha notizia di un'insurrezione organizzata dai contadini di Montagna in Valtellina a danni dei dominatori francesi, a seguito delle truppe del generale MacDonald stanziate in valle passando per l'Aprica. I contadini furono battuti in una schermaglia e costretti alla fuga.
Con il passaggio alla dominazione austriaca, avvenuta nel 1814, Sondrio fu messa a capo dell'omonima provincia e il 31 ottobre 1839, a seguito del decreto dell'imperatore Ferdinando I, il borgo salì al rango di città regia. Durante questo periodo si assistette a un notevole aumento demografico, che portò a uno sviluppo dell'abitato, soprattutto verso sud, con il quale sorse l'attuale Piazza Garibaldi, dedicata allora al kaiser.
Tra il 1815 e il 1830 fu realizzata la Via dello Stelvio, già progettata da Napoleone, che ancora oggi attraversa la Valtellina orizzontalmente. Qui ha origine la Via Stelvio, arteria stradale orientale della città.
Il 27 agosto 1834 una piena del Mallero sfondò violentemente l'argine di sinistra del torrente demolendo trenta abitazioni, poi si rovesciò a destra distruggendone altre otto.
Nel 1838 incominciò la sua attività nel capoluogo la Cariplo, la cassa di risparmio delle provincie lombarde.
Nel 1845 Sondrio riottenne dalla Svizzera il corpo dell'arciprete Nicolò Rusca a distanza di 277 anni dalla sua esecuzione, le ossa furono momentaneamente depositate nel Santuario della Sassella.
Nel 1859 gli Austriaci si riaffacciarono in Valtellina ritentandone la riconquista attraverso il Passo dello Stelvio. I valtellinesi, aiutati dalle truppe del generale sabaudo Enrico Cialdini, scacciarono gli invasori, seppur subendo perdite. Per festeggiare la vittoria giunse a Sondrio, con un gruppo di Cacciatori delle Alpi, Giuseppe Garibaldi il 26 giugno dello stesso anno, accolto dall'entusiasmo popolare.
Nel 1861 comparve a Sondrio il primo giornale provinciale, "La Valtellina", e nel 1864 venne fondata la Società Operaia Maschile, seguita poi da quella femminile. Nel 1870 venne fondata la Società Enologica Valtellinese e nel 1871 la Banca Popolare di Sondrio.
Importante avvenimento del secolo fu l'inaugurazione del tratto di ferrovia Colico-Sondrio, parte della ferrovia proveniente da Lecco, il 16 giugno 1885, che aprì la provincia a commerci, turismo e scambi culturali. Nel 1895 aprì il Cotonificio Spelti, Keller & C., che diede lavoro a molte donne.

### Dal Novecento al Terzo millennio
Nel 1902 venne completata la ferrovia Sondrio-Tirano che segnò la scomparsa delle vecchie diligenze, mentre nel 1908 fu fondata nel capoluogo la Banca Piccolo Credito Valtellinese.
La Prima Guerra Mondiale gravò pure su Sondrio e la chiesa di San Rocco fu adibita a ospedale militare. Pur nelle notevoli difficoltà in cui versava, la città poté ugualmente svilupparsi. A seguito dell'alluvione del 1927 furono riedificati numerosi edifici, come il Palazzo della Provincia, progettato da Giovanni Muzio, e il Monumento ai Caduti con l'annesso campo sportivo.
Nel 1932 venne fondato il Sondrio Calcio dalla fusione di Unione Sportiva Sondrio e Sport Club Sondrio, ovvero i due club che fino ad allora avevano portato avanti la pratica calcistica nel capoluogo valtellinese.
Durante la Seconda Guerra Mondiale Sondrio subì un periodo di carestia, tra il 1943 e il 1944 la città fu sede di un campo di concentramento, il 27 aprile del 1945 alle ore 19:30 una colonna di partigiani scesi dalla Val Malenco accerchiò Sondrio, occupata dalle forze della Repubblica Sociale Italiana, nella notte vi furono scontri tuttavia leggeri. La mattina del 28 aprile la guarnigione sondriese si arrese alle forze partigiane.
Dopo il 1945 la città si è sviluppata rapidamente, soprattutto alla periferia con la costruzione di nuovi quartieri. Il centro storico, modesto ma significativo, in questo periodo ha subito numerosi danni, ai quali si è successivamente posto rimedio.
Nel 1987 la provincia di Sondrio fu colpita da un alluvione che causò morte e distruzione.

### Simboli
Lo stemma e il gonfalone sono stati riconosciuti con D.P.C.M. del 28 ottobre 1946.
Stemma
Gonfalone

## Monumenti e luoghi d'interesse

### Architettura religiosa

#### La chiesa collegiata dei Santi Gervasio e Protasio

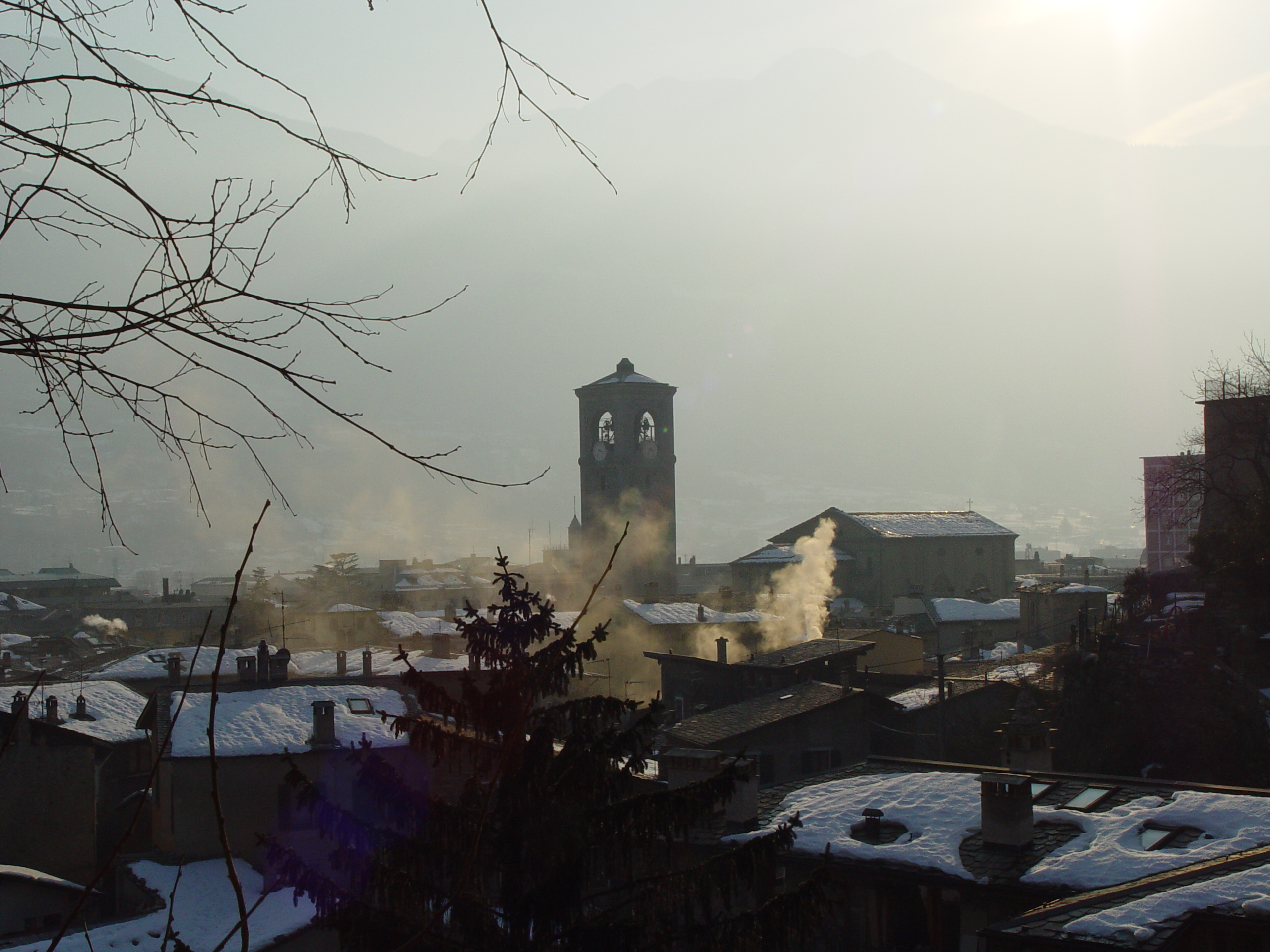
Panorama di Sondrio con la chiesa Collegiata

La chiesa (Insigne Collegiata Arcipretale Plebana) dei santi Gervasio e Protasio, sicuramente una delle più antiche della Valtellina, fu a capo di una vasta pieve e già nel XII secolo era collegiata.

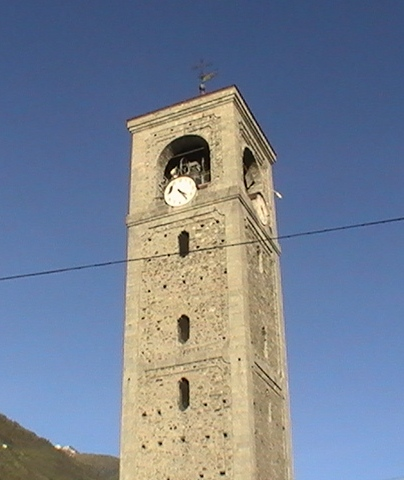
La Torre Ligariana

#### La Torre Ligariana
La Torre Ligariana sorge nel cuore di Sondrio ed è sia torre civica sia campanile della Collegiata.
Essa fu costruita durante i lavori della Collegiata stessa. La progettazione venne dapprima affidata all'architetto Pietro Ligari. Per il primo disegno datato 1733 la comunità non fu in grado di affrontarne le spese (il progetto prevedeva una costruzione alta 80 m) e perciò si richiese al Ligari di elaborare proposte più semplici. Tuttavia neppure il progetto del 1742, ridotto in altezza e in decorazioni, accontentò la committenza e alla fine il campanile fu impostato secondo un terzo progetto del capomastro ticinese Giacomo Cometti. Anche l'idea del Cometti (più semplice rispetto a quella ligariana ma pur sempre grandiosa nell'elaborazione della cella campanaria e della sovrastante lanterna) si rivelò col tempo troppo costosa e perciò fu messa in atto solo fino a metà campanile. Alla morte del Cometti (1756) si chiese infine all'architetto Pietro Solari di proseguire i lavori sulla base di un progetto ulteriormente ridimensionato. Purtroppo nei due anni a seguire la comunità di Sondrio si trovò costretta a finanziare la ricostruzione dell'unico ponte sul Mallero crollato in seguito alla rovinosa alluvione. Vennero così a mancare i fondi necessari al completamento del campanile e nel 1761, nonostante la mancanza del coronamento superiore, i lavori vennero conclusi.
Sulla torre è installato un concerto di 9 campane (8 in scala, più un semitono) dal peso complessivo di 8156 kg intonato sulla scala diatonica maggiore di Si bemolle2. Il concerto venne fuso nel 1936 dalla fonderia Ottolina Giuseppe e fratello di Seregno.

#### Il Santuario della Sassella e le cappelle della vecchia via Valeriana
Il Santuario della Beata Vergine della Sassella è una costruzione rielaborata a partire da una precedente chiesa, già documentata nel XV secolo.
Secondo un progetto di inizio Settecento, il Santuario avrebbe dovuto costituire il punto più alto di un Sacro Monte comprensivo di quindici cappelle disposte lungo la via Valeriana, che a quel tempo collegava la chiesa al centro città. Di queste cappelle ne vennero realizzate solo sei, delle quali sopravvivono oggi solo le seguenti:
- la cappella dell'Annunciata (1713), in via Bassi,[18] edificio costruito secondo un progetto attribuito a Pietro Ligari,[19] all'interno della quale trova posto una Cinquecentesca tela sul tema della Passione,[18] quadro in origine conservato presso il Santuario della Sassella;[18]
- la cappella collocata alle spalle dello stadio cittadino,[20] nei pressi di via Valeriana 28;
- la cappella situata nel primo tratto di salita che, percorrendo via Valeriana, porta alla località Triasso[20] attraverso una serie di tornanti;
- la cappella detta degli Apostoli (1713-1714), nel tratto di strada sterrata che dal primo tornante della salita per Triasso conduce direttamente al Santuario. Attribuita a Pietro Ligari, la cappella degli Apostoli ospita un ciclo di dodici statue in legno realizzate da Giovambattista Zotti sul tema della Pentecoste.[20]

#### Altre architetture religiose

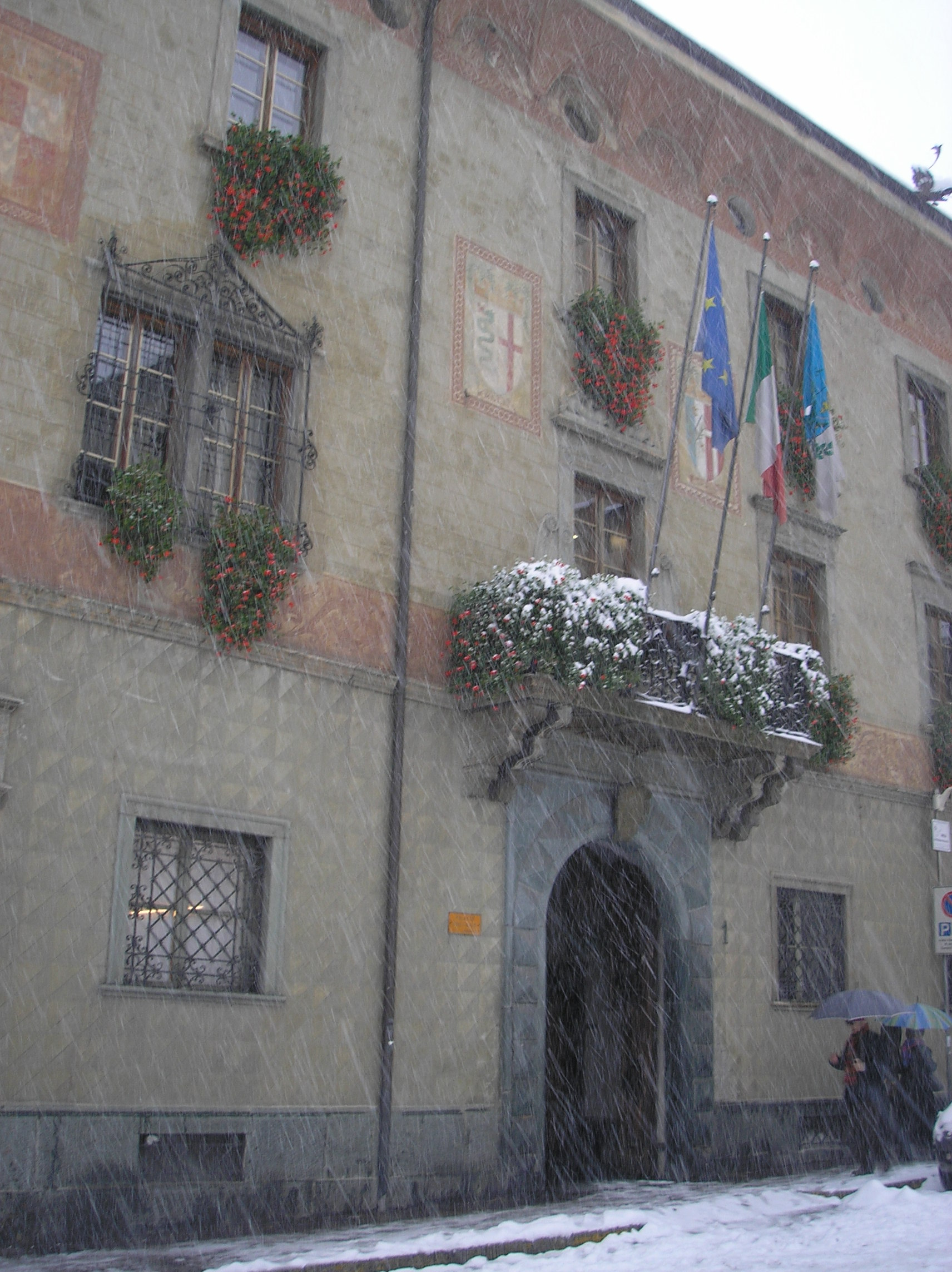
La sede del Comune di Sondrio

- La chiesa di San Rocco, eretta nel 1513
- La chiesa del Sacro Cuore, progettata dall'ingegnere D. Cattaneo e consacrata il 20 giugno 1993
- La chiesa parrocchiale della Beata Vergine del Rosario, costruita nel 1960 su progetto dell'ing. E. Tirinzoni, lungo la strada che fino agl'inizi dell'Ottocento collegava il centro città al Santuario della Sassella e, da questo, conduceva alla bassa Valtellina. Da questo Santuario proviene l'Adorazione dei pastori di Vincenzo de Barberis, opera collocata nel presbiterio della chiesa della Beata Vergine del Rosario ma che un tempo fungeva da pala dell'altare maggiore del Santuario della Sassella[18].
- Nel centro storico della città sorge inoltre l'antica chiesetta dell'Angelo Custode, ora sconsacrata, eretta tra il 1658 e il 1660.

### Architettura civile

#### Palazzo Pretorio
Il Palazzo Pretorio, o della Ragione, oggi sede del comune di Sondrio, ha subito numerose modifiche nel corso dei secoli.
Già di proprietà della famiglia Peregrini, venne acquistato nel 1552 dal Consiglio di Valle (organo rappresentante dei tre Terzieri in cui all'epoca era divisa la Valtellina) affinché divenisse la sede del Governo Grigione in Valtellina. La spesa venne sostenuta dai tre Terzieri in quanto erano obbligati a fornire i locali per il Governatore, il Giudice e il Cancelliere.
Tra il 1552 e il 1594, come risulta da vari documenti conservati nell'archivio storico comunale, l'edificio venne ampliato e adattato alle esigenze dei nuovi dominatori della Valtellina, in quanto il palazzo doveva ospitare, oltre alla residenza del Governatore e del Vicario, anche il Tribunale provinciale, le prigioni, gli edifici militari e burocratici.
Per soddisfare meglio le esigenze burocratiche, nel 1643 venne acquistato palazzo Martinengo per ospitare la residenza del Vicario e dei suoi uffici.
Anche successivamente alla dominazione dei Grigioni, palazzo Pretorio venne sempre scelto per ospitare la residenza e gli uffici dei Governatori, come avvenne durante il dominio austriaco.
Tra il 1815 e il 1820, durante il dominio austriaco, parte del lato sud del palazzo venne demolita per fare spazio alla via Regia (odierno Corso Italia), una via più ampia e rettilinea che congiungeva piazza Campello a piazza Nuova (l'odierna piazza Garibaldi). Lungo questa nuova via si affacciò l'edificio che ospitava il Tribunale.
Fino agli inizi del Novecento il palazzo si presentava come un edificio severo, privo di decorazioni, come appare in una fotografia dell'epoca.

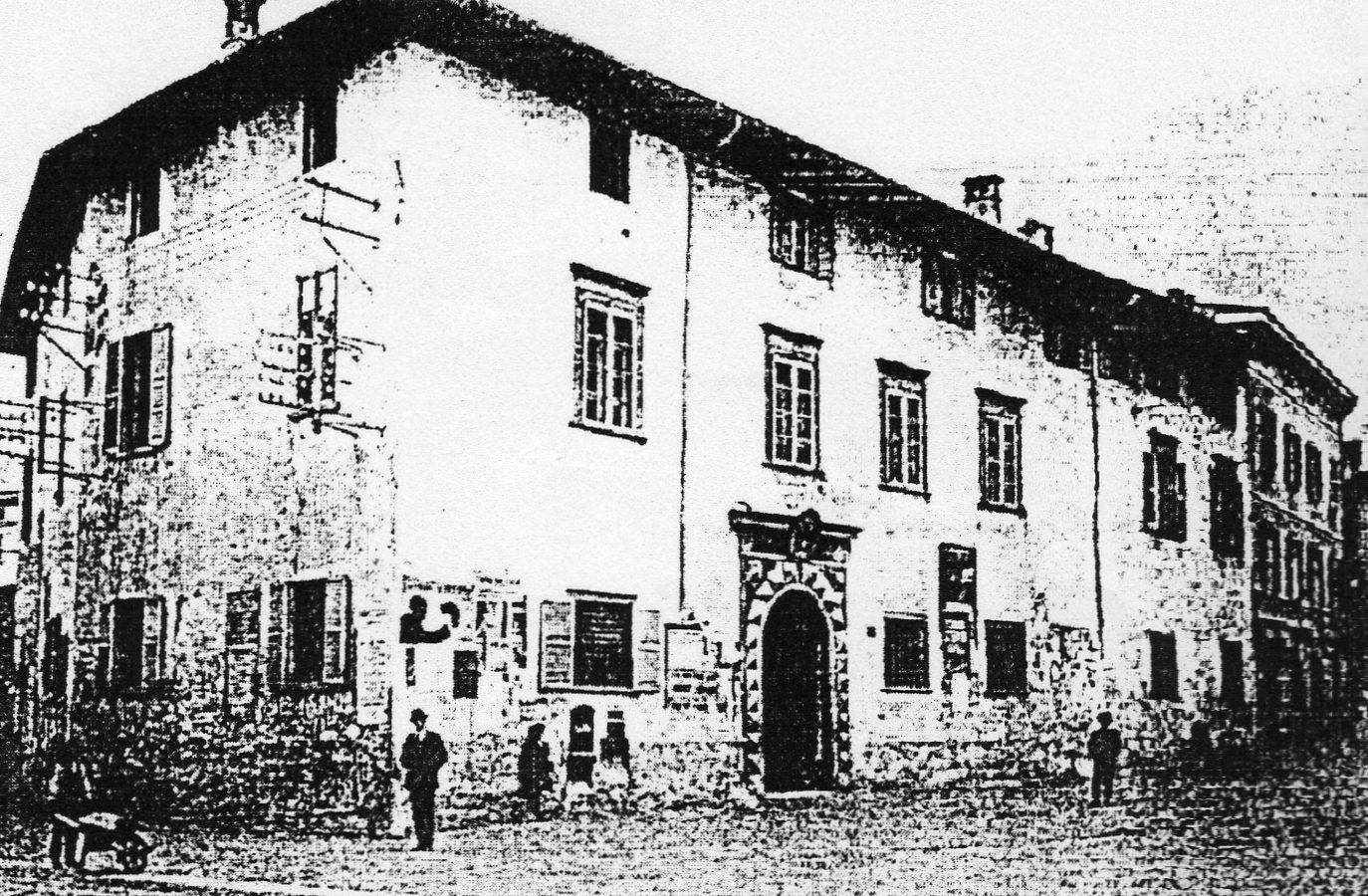
Palazzo Pretorio prima dei restauri del 1917

La facciata ha subito un radicale cambiamento nel 1917, quando l'ingegner Giussani, incaricato della sistemazione dell'edificio, volle riprodurre le caratteristiche del palazzo Besta di Teglio, affrescando sulla facciata gli stemmi dei Visconti che dominarono la Valle nel basso medioevo.
L'ingegner Giussani modificò anche le finestre del secondo piano, ingrandendole e allineandole a quelle del primo piano e aggiunse altri elementi decorativi, come - ad esempio - il balcone che coprì la cimasa sopra il portone e la grande finestra che corrisponde oggi all'ufficio del sindaco.
Sotto il tetto, nella varie lunette unghiate, sono riportati gli stemmi di alcuni comuni valtellinesi, probabilmente quelli che all'epoca erano considerati i più importanti della Valle: Sondrio, Castione, Chiavenna, Morbegno, Dazio, Traona, Teglio, Tresivio, Bormio, Tirano e Colorina. L'ulteriore decorazione della facciata fu realizzata da Giovanni Vanini che dipinse dei cartigli con l'effige di alcune personalità che diedero lustro alla Valtellina come: lo storico Giovan Battista di Crollalanza, il diplomatico Diego Guicciardi, Giovanni Guicciardi, la naturalista Candida Lena Perpenti, il pittore Pietro Ligari, l'astronomo Giuseppe Piazzi, larciprete Nicolò Rusca, Stefano Quadrio, Giacomo Robustelli, il pittore Cipriano Valorsa, ecc.
Della facciata originale rimangono solo le tre finestre cinquecentesche del primo piano, quelle del pian terreno e l'elegante portale a bugnato che porta la data 1553 con la scritta "Invictæ Unitati" in ricordo dell'alleanza tra la Valtellina e le Tre Leghe dei Grigioni.
Dopo questi interventi, sempre nel 1917, la sede del comune di Sondrio passò da Palazzo Paribelli di piazza Quadrivio a Palazzo Pretorio.
Entrando nel palazzo, si accede al cortile interno, che ha forma di quadrilatero imperfetto. Sui lati più antichi del palazzo, si affaccia un portico con un doppio ordine di loggette, mentre le facciate che danno sul cortile dell'ex tribunale sono decorate con motivi ornamentali che risalgono alla ristrutturazione del 1917.

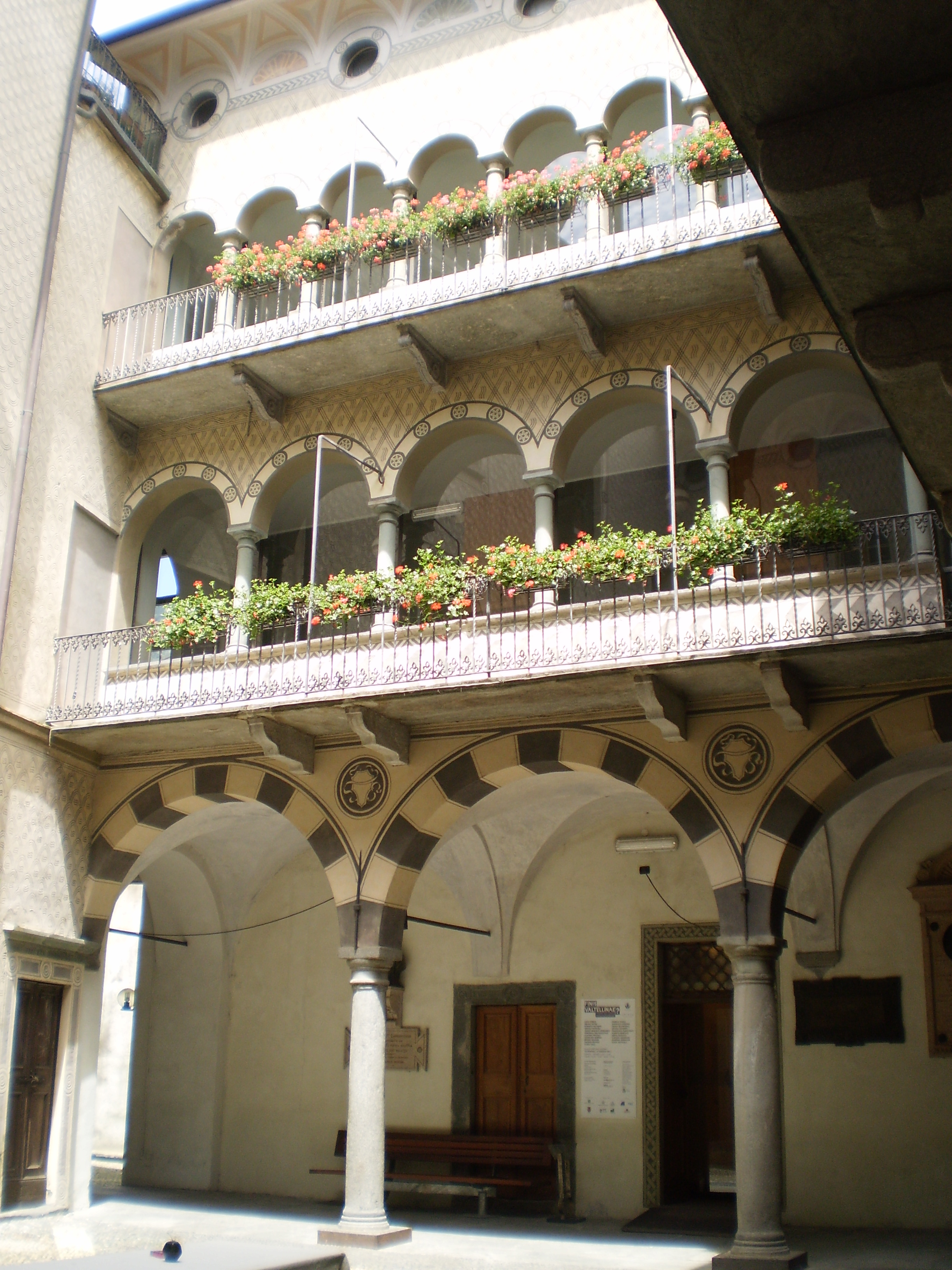
Scorcio del cortile interno di Palazzo Pretorio

Alcune sale del palazzo meritano un'attenta visita, diverse delle quali sono riservate a mostre ed esposizioni.
Appena dopo l'ingresso, sulla sinistra, si accede in una sala con numerosi affreschi. Domina, al centro della volta, un affresco opera di Cesare Ligari raffigurante la Giustizia. Infatti, questo doveva essere il luogo (un tempo era un portico all'aperto) dove veniva amministrata la giustizia. Lungo le pareti si possono osservare diversi stemmi di alcune delle famiglie nobili grigionesi che ebbero degli esponenti come Governatori della Valle:
- i Salis, il cui simbolo erano un salice e una donna alata.
- i Planta, il cui simbolo era una zampa di leone.
- i Buol, che avevano come stemma la Giustizia.

Sempre tra le sale riservate alle mostre, vi è l'antico locale dove venivano custodite le tasse pagate dai cittadini: è curioso osservare come questa stanza sia stata rinforzata, cioè ponendo degli assi di legno orizzontalmente e delle sbarre di ferro verticalmente al fine di evitare di subire dei furti attraverso le pareti.
L'ala del dell'edificio che ospitava il palazzo di giustizia venne edificata, nelle forme attuali, a partire dal 1915 e si affaccia su Corso Italia. Attualmente, al pian terreno, si trova lo Sportello del Cittadino e gli uffici della polizia locale, mentre al piano superiore si trova la sala del Consiglio Comunale che risale ai primi anni novanta ed è decorata con dei moderni affreschi che fanno riferimento alla storia e alle tradizioni della Valle.
Annesso al tribunale vi era una torre, demolita nel 1917, che ospitava le prigioni.
Gli uffici del comune non presentano grandi particolarità, con l'eccezione della tipica stüa che si trova nell'ufficio del sindaco: splendido esempio di stüa fatta a intarsio, venne acquistata nel 1961 e venne trasferita da palazzo Carbonera a palazzo Pretorio.
Dai documenti conservati nell'archivio storico del Comune emerge che il palazzo era dotato di altre stüe, volute dai vari governatori grigioni, andate perse col passare dei secoli.
Un'altra particolarità che custodisce palazzo Pretorio sono i quattro esemplari di cannoni risorgimentali: si tratta di pezzi abbastanza rari da trovare ancora in buono stato di conservazione.
Il palazzo ha subito, in anni recenti, diversi interventi di restauro, volti a conservare tutte le opere che esso custodisce, in particolare gli affreschi: dagli interventi di restauro emergono nuove tracce di affreschi, decorazioni e strutture preesistenti a quelle attuali che testimoniano l'antichità e l'importanza rivestita da questo edificio non solo per la città di Sondrio, ma per tutta la Valtellina.

#### Altro
Altri edifici civili da ricordare sono:
- Il Castel Masegra, che secondo la tradizione risale al 1041
- Il palazzo della Provincia, edificato tra il 1932 e il 1935 su progetto di Giovanni Muzio
- Il palazzo Sassi de Lavizzari, del XVII secolo, dove ha sede il Museo Valtellinese di Storia e Arte
- La Villa Quadrio, sorta nel 1862, dove ha sede la biblioteca civica intitolata nel 1930 a Pio Rajna
- Teatro Pedretti
- Lavatoio pubblico[22][23]

## Società

### Evoluzione demografica
Abitanti censiti

### Etnie e minoranze straniere
Al 31 dicembre 2023 gli stranieri residenti nel comune erano 2 301, ovvero il 10,8% della popolazione. Di seguito sono riportati i gruppi più consistenti:
- Marocco 374
- Ucraina 232
- Romania 192
- Cina 166
- Nigeria 127
- Kosovo 126
- Senegal 103
- Albania 76
- Repubblica Dominicana 74
- Macedonia del Nord 56

## Cultura

### Istruzione

#### Scuole
Nel comune sono presenti istituzioni prescolastiche, scolastiche di primo grado e di secondo grado, inferiore e superiore. Quelle di secondo grado superiore comprendono, un ITIS, un liceo con indirizzi linguistico,scienze umane, scienze umane opzione economico-sociale e classico, un liceo scientifico, un centro di formazione professionale, un istituto professionale, un istituto paritario.

#### Musei
- Museo Valtellinese di Storia e Arte
- Museo Storico Castello Masegra
- Museo dei Minerali di Valtellina e Valchiavenna[32]
- Museo Valtellinese della moto storica[33]
- Archivio di Stato[34]

Monumenti
Monumento ai caduti, statua Giuseppe Garibaldi
Teatro
Il Teatro Sociale di Sondrio è una realtà storica che oggi, grazie agli interventi di restauro, è tornato a essere vita pulsante della città. 
Teatro Pedretti
Biblioteca
Biblioteca Civica, Biblioteca Cedraro, Archivio Sondriese per la storia della resistenza e dell'età Contemporanea
Sondrio Festival
In autunno viene organizzato dal 1987 il Sondrio Festival, mostra internazionale dei documentari sui parchi 
Cinema
sono presenti il Multisala e l'Excelsior

## Geografia antropica

### Urbanistica
L'abitato si estende su un'area di circa 20 chilometri quadrati nel fondovalle della media Valtellina, alla confluenza fra il fiume Adda e il torrente Mallero. L'assetto urbanistico è stato fortemente compromesso da una disordinata espansione a partire dagli anni '50, tuttavia la città conserva importanti vestigia del suo passato: il centro storico, percorso dalla via Scarpatetti, o in sondriese Scarpatéc; il Castel Masegra, palazzo trecentesco rimaneggiato e usato nei secoli nei più svariati modi con due torri e un portale del XV secolo; la chiesa collegiata dedicata ai santi patroni della città, Gervasio e Protasio, con il campanile in pietra grezza, progettato dall'artista e architetto Pietro Ligari, dall'aspetto singolare per la sua forma piuttosto tozza.
Importante per la storia di Sondrio e della sua Provincia è il Palazzo Sassi de' Lavizzari in cui è ospitato il Museo Valtellinese di Storia e Arte comprendente le sezioni archeologica e storico-artistica.
Il centro storico occupa una piccola porzione della città attuale e gli edifici di maggior interesse storico-artistico si collocano nei dintorni del seguente itinerario:

#### Piazza Campello
La Piazza Campello è una delle piazze storiche della città. Essa si trovava al limite meridionale della città medievale e da sempre costituisce il cuore, soprattutto religioso, della città. Anticamente, infatti, erano ben sei gli edifici di culto che si affacciavano su quest'area:
- la Collegiata dei Santi Gervasio e Protasio, tuttora esistente.
- l'oratorio della Confraternita del SS.mo Sacramento: edificato tra il 1640 e il 1643, era annesso al lato sud della Collegiata. Venne demolito nel 1927.
- la chiesa dei Santi Nabore e Felice: venne destinata al culto protestante nel 1582, fu demolita in seguito all'episodio del "Sacro Macello" nel 1620.
- la chiesa del Suffragio: venne edificata a partire dal 1670 sull'area dell'ex cimitero protestante. Venne chiusa al culto nel 1806 per essere utilizzata come archivio dipartimentale. Fu demolita nel 1940.
- chiesa di S. Eusebio: già esistente nel XIV secolo, oggi non esiste più.
- chiesa di S. Antonio: era annessa a Palazzo Pretorio e si trovava di fronte alla Collegiata, era già esistente alla fine del Quattrocento. Dopo la sua sconsacrazione venne adibita a ospedale (fu il primo ospedale della città). Questa chiesa non è più esistente.

Sul lato meridionale della Collegiata, dove tuttora si estende l'odierna piazza, si trovava il cimitero, cinto da un muro. Da qui deriva il nome "Campello".
Oggi la piazza si presenta in modo molto differente: sul lato settentrionale della piazza troviamo la Collegiata dei Santi Gervasio e Protasio, a ovest Palazzo Pretorio (sede del Comune di Sondrio), a sud la sede della banca Piccolo Credito Valtellinese, a est la Torre Ligariana (il campanile) e il palazzo neoclassico Botterini-Pelosi.

#### Piazza Garibaldi
La Piazza Garibaldi venne realizzata nei primi decenni dell'Ottocento con la costruzione della Regia Strada Postale che spostò il principale asse viario della Provincia soppiantando l'antica e inadeguata via Valeriana. In precedenza, vi si trovavano campi, caseggiati rurali e i cosiddetti “malleretti”. La nuova piazza, comunemente denominata “Piazza nuova” in contrapposizione alla “Piazza vecchia”, secondo le intenzioni del Governo austriaco doveva andare a creare il nuovo centro di un moderno capoluogo di provincia, che non aveva subito grosse espansioni edilizie dopo il Medioevo.
Il primo edificio che venne costruito fu il Teatro Sociale e si trova sul lato meridionale della piazza. Fu progettato da Luigi Canonica e venne inaugurato nel 1824. Il suo interno era originariamente strutturato come un teatro d'opera, con un doppio ordine di palchi, il loggione e conservava un busto dell'imperatore nel palco reale.
Nel 1826, sul lato ovest della piazza, venne costruito il palazzo Lambertenghi, su progetto di Carlo Lambertenghi.
Nel 1840 venne eretto l'attuale edificio che ospita la sede provinciale della Banca d'Italia, collocato di fianco al Teatro Sociale. Il palazzo venne progettato da Giacomo Poncini e successivamente portato a termine dall'ingegner Francesco Polatti.
Successivamente, nel 1855 venne eretto, sempre sul lato meridionale della piazza, l'imponente “Hotel de la poste”, su progetto di Giacinto Carbonera.
A est, ad angolo con l'Hotel de la Poste, nel 1882 venne costruita la nuova sede della Banca Popolare di Sondrio.
Sul lato est, l'antica casa Del Felice e Albergo Sondrio, venne riedificata dopo la seconda guerra mondiale e l'architettura non si integra bene con l'elegante stile ottocentesco dei palazzi affacciati sulla piazza. Al primo piano si trovano dei moderni mosaici realizzati da Livio Benetti nel 1956 che raffigurano dei personaggi della storia e dell'arte valtellinese: da sinistra Tebaldo Capitanei, Pietro Ligari, Giuseppe Piazzi e Giovanni Visconti Venosta.
Sul lato nord ovest, in posizione arretrata rispetto alla piazza, si trova il cinquecentesco palazzo Martinengo, dinanzi al quale vi è un piccolo giardino nel cui centro sorge il monumento alla riconoscenza in onore di Ferdinando I, che realizzò gli argini al torrente Mallero evitando alla città le frequenti inondazioni del torrente. Le statue del monumento, realizzato nel 1839, sono di Giuseppe Croff.
La “Piazza nuova” cambiò nome in diverse occasioni storiche: dapprima venne intitolata a Francesco I. Con l'unità d'Italia venne intitolata al re Vittorio Emanuele II. Nel settembre del 1909 venne collocata in mezzo alla piazza la statua che raffigura Giuseppe Garibaldi, realizzata dallo scultore Francesco Confalonieri. Da allora la piazza prese definitivamente il nome dell'eroe dei due mondi.

#### Cantone
Con il termine Cantone si indica quella contrada storica della città costruita sulla destra orografica del Mallero, al di fuori quindi della cinta muraria già prima del XIV secolo.
Centro ideale di questa contrada è la piazzetta Carbonera, dove si trova l'omonimo palazzo costruito nel Cinquecento dalla nobile famiglia Parravicini. Risalendo verso Piazza vecchia (attuale piazza Cavour), si percorre la via Romegialli, dove, a sinistra, si nota la casa ex-Romegialli che al suo interno conserva ancora delle tracce della chiesa di S. Francesco di Sales e dell'ospizio dei monaci benedettini. Dirimpetto si trova la casa Sertoli-Rajna, oggi sede di una biblioteca, dove nacque il celebre filologo e letterario Pio Rajna. Annessa a questa dimora vi era l'oratorio dedicato alla Madonna della Neve.
Altro edificio di pregio, soprattutto per le decorazioni murarie affrescate sulle facciate verso il torrente Mallero, è l'adiacente palazzo Sertoli-Guicciardi.
Poco oltre, superato il bivio che porta alla località Bajacca, vi è una casa con un affresco raffigurante l'incoronazione di Maria, opera di Pietro Ligari.
Al termine della via, in prossimità del ponte che porta a piazza Cavour, il recente restauro della casa Mozzi ha riportato alla luce l'apparato decorativo originario della facciata e le figure affrescate, probabilmente seicentesche, dei santi Gervasio e Protasio patroni della città.

#### Piazza Cavour
La Piazza Cavour è meglio conosciuta dai sondriesi con il nome di Piazza vecchia. Provenendo da Cantone, in passato vi si accedeva tramite l'unico ponte sul Mallero, che a partire dal Trecento venne costruito in muratura con tre arcate, mentre nel 1748 venne abbellito con una statua di S. Giovanni Nepomuceno, protettore dei ponti e dalle alluvioni. Questo ponte venne distrutto dalla rovinosa alluvione del 1834, in seguito alla quale si decise di costruire gli argini al torrente.
Superato il ponte si attraversava la porta del Mallero, costruita nel 1329 lungo il corso delle mura medievali e demolita solo nel 1811. Su questa porta venivano affisse le grida, le sentenze e gli avvisi comunali.
Oltrepassata la porta si accedeva alla piazza, che per secoli ha costituito il centro dei commerci della città poiché in questa piazza si svolgeva il mercato, ed era stazione della “posta” dei cavalli lungo la via Valeriana (l'unica che percorreva la valle).
La costruzione degli argini ha modificato parzialmente l'assetto della piazza creando un dislivello, e nel 1933 venne costruita al centro della piazza la tettoia del mercato tuttora visibile.

#### Via Lavizzari
La via Lavizzari è il tratto dell'antica via Valeriana che attraversava il centro della città. Lungo il corso di questa stretta strada, vennero costruite diverse dimore nobiliari e case di mercanti. Procedendo da piazza Cavour in direzione di piazza Quadrivio, si possono osservare:
- Casa Longoni, col portale barocco datato 1672; al suo interno si nota il caratteristico cortile.
- La chiesetta dell'Angelo Custode, costruita a partire dal 1657 dalla nobile famiglia Bosatta-Carbonera sui resti della chiesa di S. Siro, con il caratteristico campanile che poggia in parte sullo sperone roccioso. In epoca medievale, nella piazzetta antistante si svolgevano le assemblee dei capifamiglia della città.
- Casa Marlianici, risalente al 1667.
- Palazzo Bosatta-Carbonera: si sviluppa su due corti interne. Di notevole interesse è la scala elicoidale con ringhiera in ferro battuto, risalente alla ristrutturazione del 1778. Il palazzo conserva i resti di una torre sulla cui sommità si trovava una colombaia.
- Casa Maffei: sulla facciata meridionale dell'edificio che dà sul cortile interno si può osservare l'elegante loggiato a doppia arcata disposto su tre ordini.
- Casa Orsini già Liebheim, che conserva ad angolo le pietre bugnate di un'antica torre.
- La facciata posteriore di palazzo Sassi-de' Lavizzari, di origine cinquecentesca, oggi sede del Museo Valtellinese di Storia e Arte.

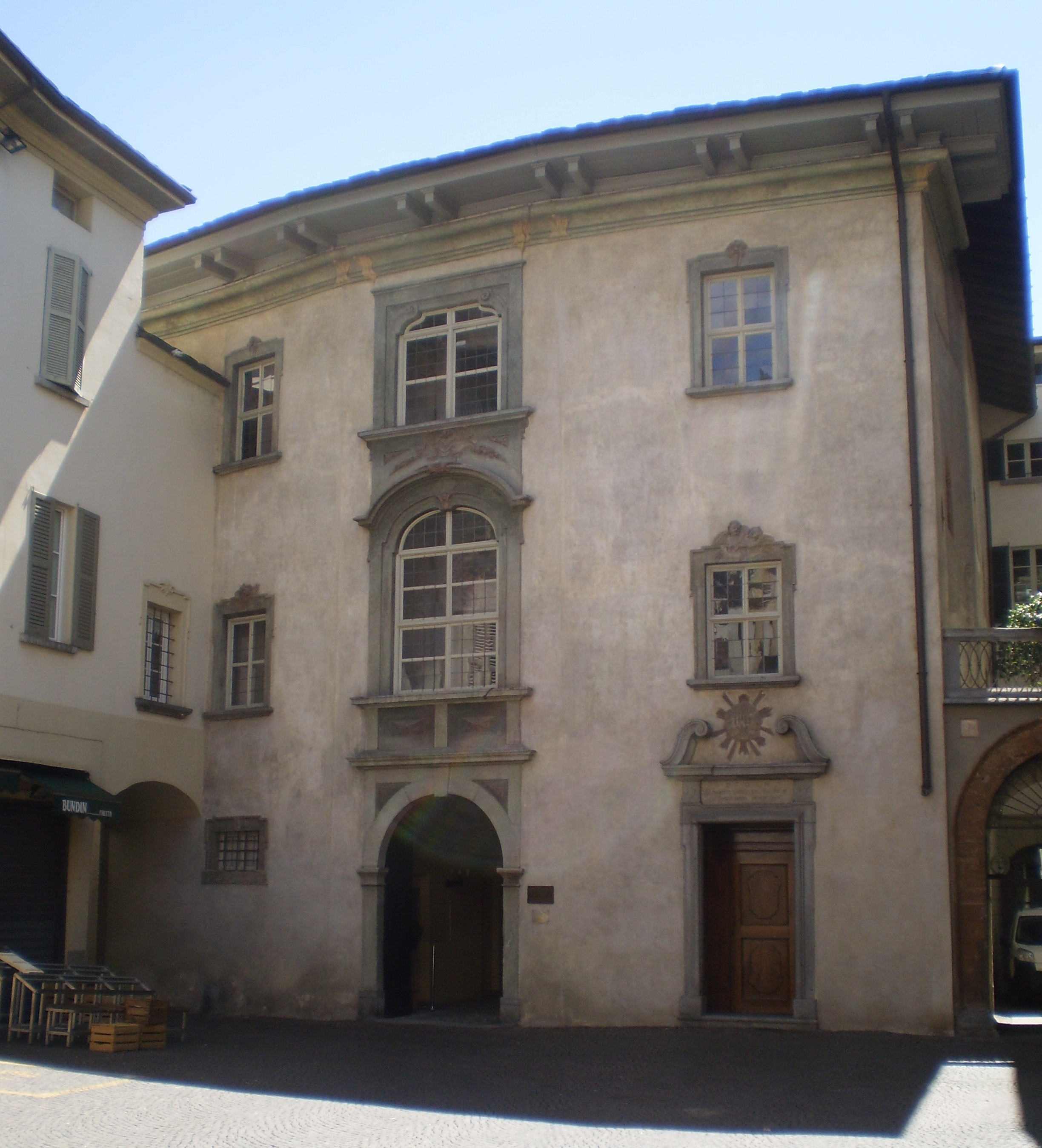
La facciata di Palazzo Sertoli

#### Piazza Quadrivio
Il nome Quadrivio deriva forse da carrobbio, in relazione al passaggio e alla sosta dei carri che entravano in città, divenuto poi quadrobbio e infine quadrivio per essere l'incrocio di quattro strade. Al centro della piazza domina la caratteristica fontana del 1820, ricavata da un unico blocco di pietra. La piazza è chiusa da diversi palazzi: a ovest palazzo Paribelli, che conserva al suo interno tracce di una torre medievale, a sud palazzo Giacconi e palazzo Sertoli: di notevole interesse artistico l'annessa cappella (visitabile) e, soprattutto, il salone dei balli, di stile rococò. Chiude la prospettiva della piazza un palazzo sul lato orientale, dove in corrispondenza dell'arco che conduce su via del Gesù, si trovava la porta di Ponta di Prada, ingresso orientale nelle mura medievali della città, che era decorata con le insegne dei guelfi e dei Capitanei, feudatari di Sondrio.
Sul lato nord della piazza si apre la via Scarpatetti.

### Frazioni
La città è circondata da diversi nuclei abitati di modeste dimensioni, la cui popolazione varia dalle poche decine ad alcune centinaia di abitanti. Essi sono:
- Arquino, posto a 450 metri sul livello del mare, conta circa 160 abitanti. È condiviso col comune di Torre di Santa Maria.
- Mossini-Sant'Anna, diviso in due contrade. Mossini è posto sul versante opposto di Ponchiera all'ingresso della Valmalenco, mentre Sant'Anna è collocato poco sopra Mossini, presso la strada per Triangia.
- Ponchiera a nord, situato all'ingresso della Valmalenco, sulla sinistra idrografica del Mallero.
- Triangia a ovest, situato sulla sommità di un terrazzo naturale alle porte della città.
- Triasso sorge a ovest del territorio comunale su un dosso montuoso al di sopra della località Sassella.

## Infrastrutture e trasporti

### Strade
La città è raggiungibile attraverso la strada statale 38 dello Stelvio, che percorre il fondovalle della Valtellina; l'attraversamento del centro urbano è evitato dalla Tangenziale di Sondrio, una strada a scorrimento veloce costruito all'inizio degli anni novanta.
Da Sondrio parte la strada provinciale 15 che collega la città con le località turistiche della Valmalenco.
Sempre da Sondrio parte la cosiddetta "Strada panoramica dei castelli", che percorre i paesi di mezzacosta sul versante retico a est della città, fino a giungere a Teglio. Questa strada offre un itinerario suggestivo tra fortificazioni, torri, chiese, vigneti, meleti e una bella panoramica su tutto il fondovalle e sulla catena montuosa orobica.

### Ferrovie
La stazione di Sondrio, aperta nel 1885, è posta sulla linea Tirano-Lecco, servita da treni regionali e RegioExpress.
La linea ferroviaria Lecco-Sondrio fu la prima in Italia a essere elettrificata impiegando la corrente alternata trifase ad alta tensione per la trazione dei treni. Il 15 ottobre 1902 ebbe inizio l'esercizio di treni con linee elettriche aeree a 3 600 volt, 15 Hz.

## Amministrazione

Il gonfalone comunale

### Gemellaggi
- Sindelfingen, dal 1962
- Radovljica
- São Mateus, dal 2004

### Altre informazioni amministrative
Sondrio è capoluogo della Comunità Montana della Valtellina di Sondrio, che raggruppa complessivamente 22 comuni.

## Sport
Il maggior club calcistico locale è stato il Sondrio: fondato nel 1932 e dissolto nel 2020, vanta quale maggior risultato della propria storia alcune partecipazioni alla Serie C. il Nuova Sondrio nel 2024 partecipa al campionato nazionale di serie D
Nella pallavolo, sia a livello femminile, sia nel maschile, è storicamente da rilevare l’omonima società del capoluogo, Asd Nuova Sondrio Sportiva Volley, che vanta nel suo palmares la partecipazione a campionati di serie D femminile e di serie C maschile, nonché una vittoria nel campionato PGS (Polisportive Giovanili Salesiane) a livello mondiale. Di rilevanza ne è anche il settore giovanile maschile e femminile.
Quanto al rugby a XV, il capoluogo valtellinese esprime il Rugby Sondrio Società Cooperativa Dilettantistica, fondata nel 1962.
Il capoluogo valtellinese ha una storica tradizione in ambito cestistico sia in campo maschile che in campo femminile; la società che vanta il maggior numero di tesserati è la Sportiva Basket Sondrio che attualmente conta circa 400 atleti che vanno dal Minibasket alla D1R in campo maschile e, grazie al successo nel campionato 2022/2023, dal minibasket alla serie B Femminile.
La città di Sondrio ha ospitato alcune tappe del Giro d'Italia:
- 17 maggio 1939: per la prima volta di Sondrio è sede di tappa. La Trento-Sondrio, 18ª del 27º Giro d'Italia, è vinta dal piemontese Giovanni Valetti.
- 5 giugno 1980: la Cles-Sondrio, 20ª tappa del 63º Giro d'Italia, vede la vittoria del francese Jean-René Bernaudeau.
- 8 giugno 1992: la Palazzolo sull'Oglio-Sondrio, 15ª tappa del 75º Giro d'Italia si è conclusa con la vittoria di Marco Saligari.
- 25 maggio 2011: era previsto l'arrivo della Feltre-Sondrio, diciassettesima tappa del 94º Giro d'Italia, ma il 1º aprile 2011 l'arrivo viene spostato a Tirano per motivi di sicurezza non garantiti sul traguardo del capoluogo.

## Galleria d'immagini

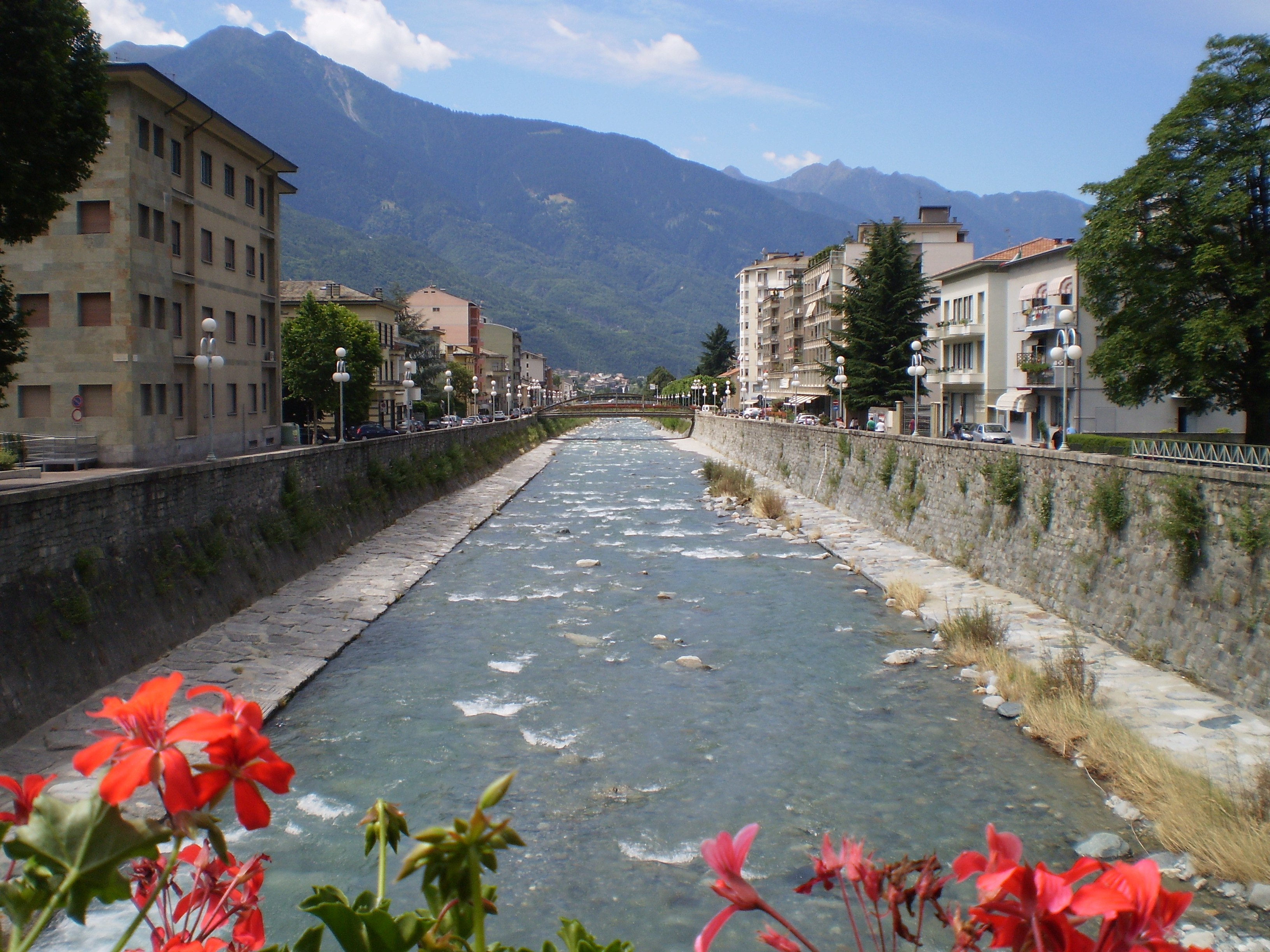
Il torrente Mallero
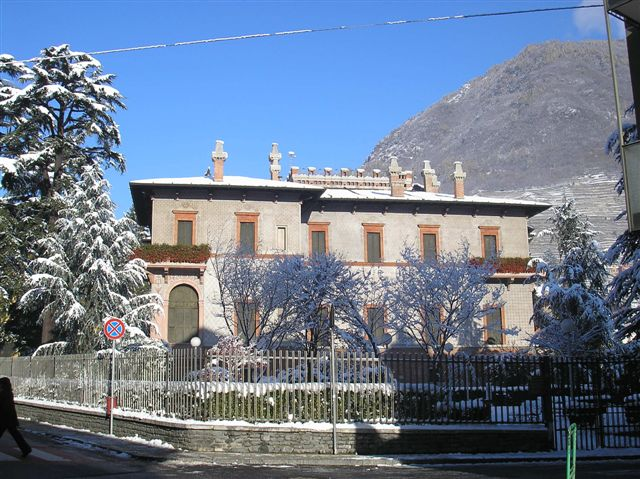
La Biblioteca di Villa Quadrio
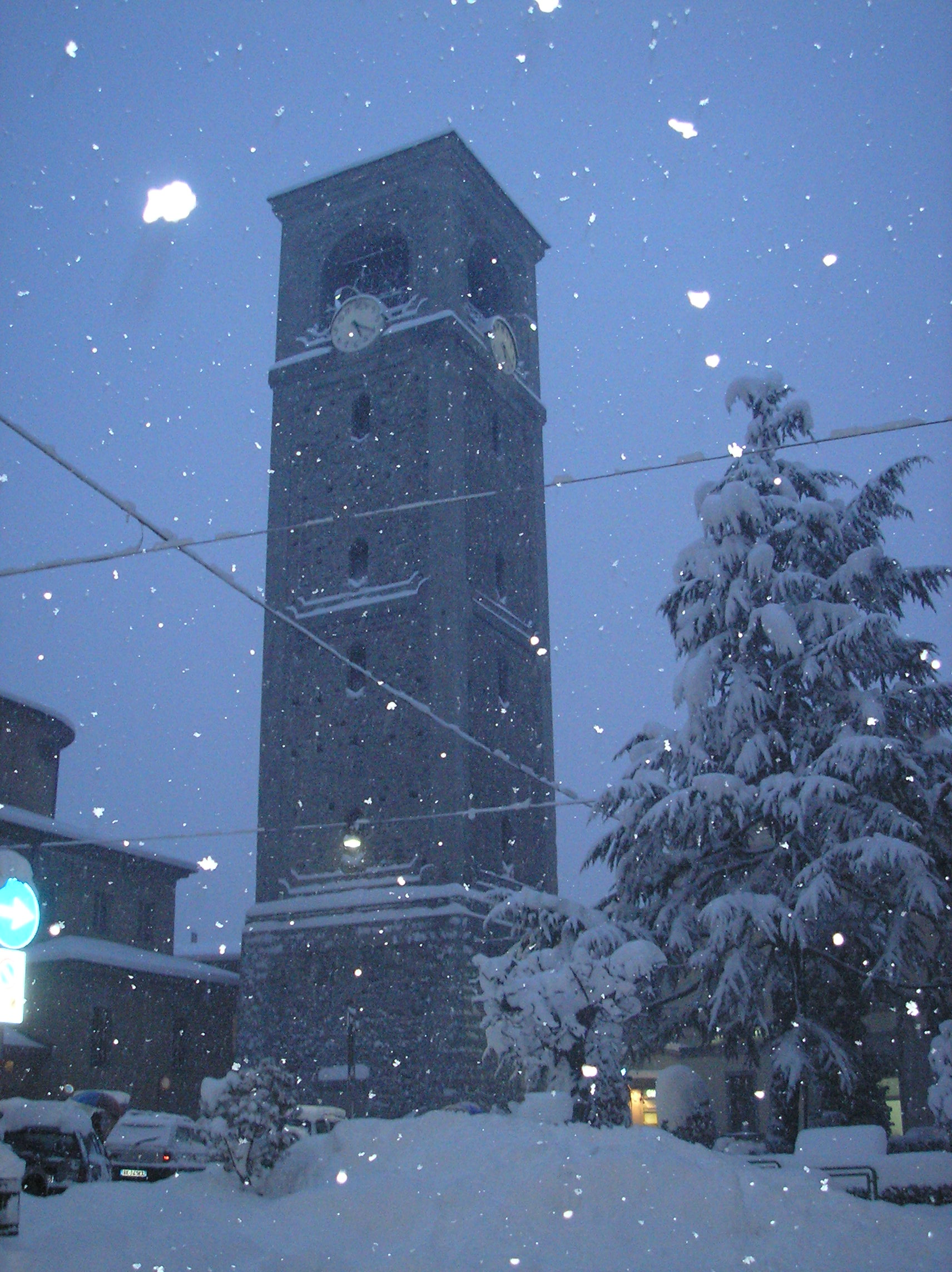
Il campanile della Collegiata di Sondrio
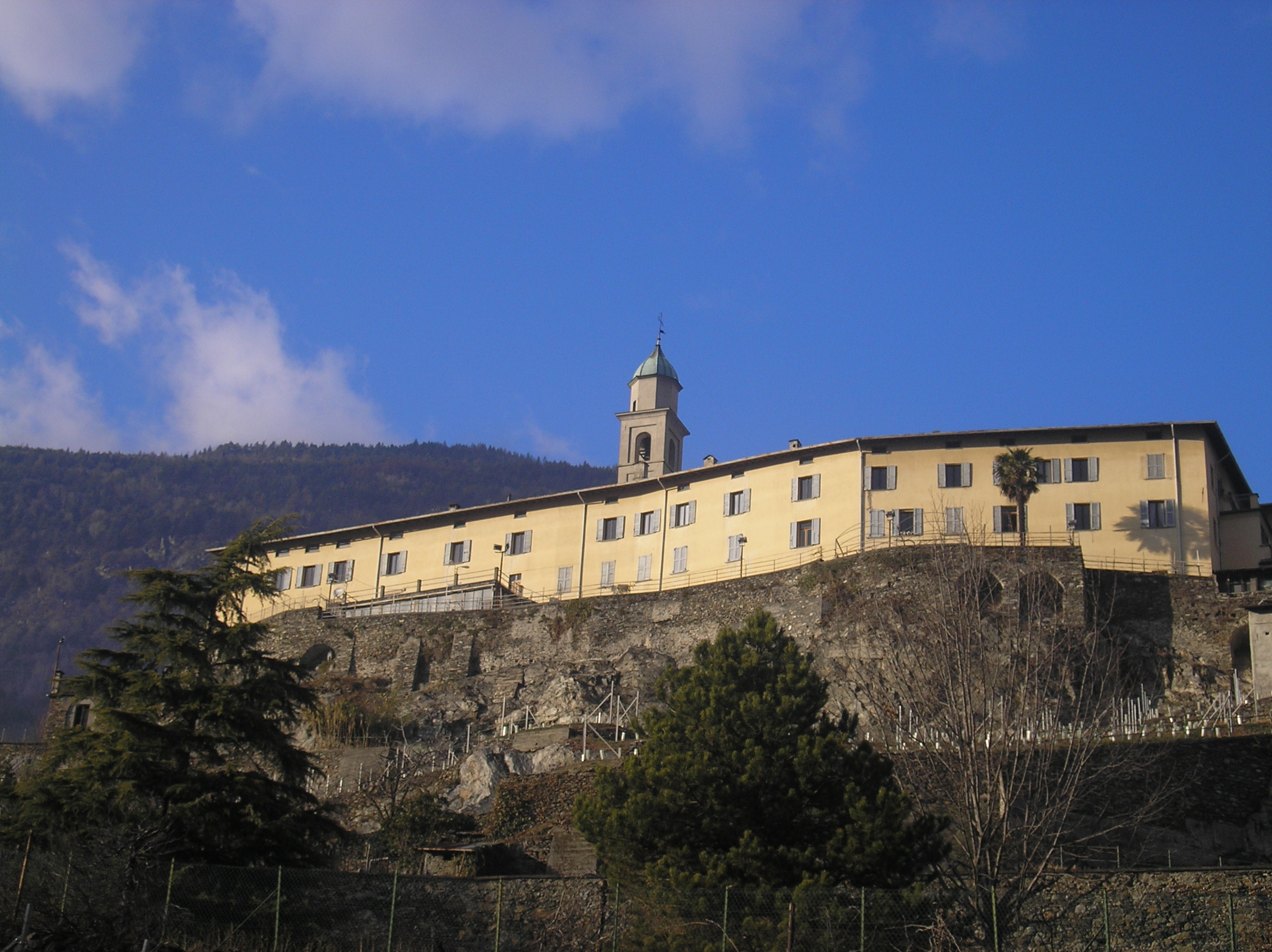
Il convento di San Lorenzo
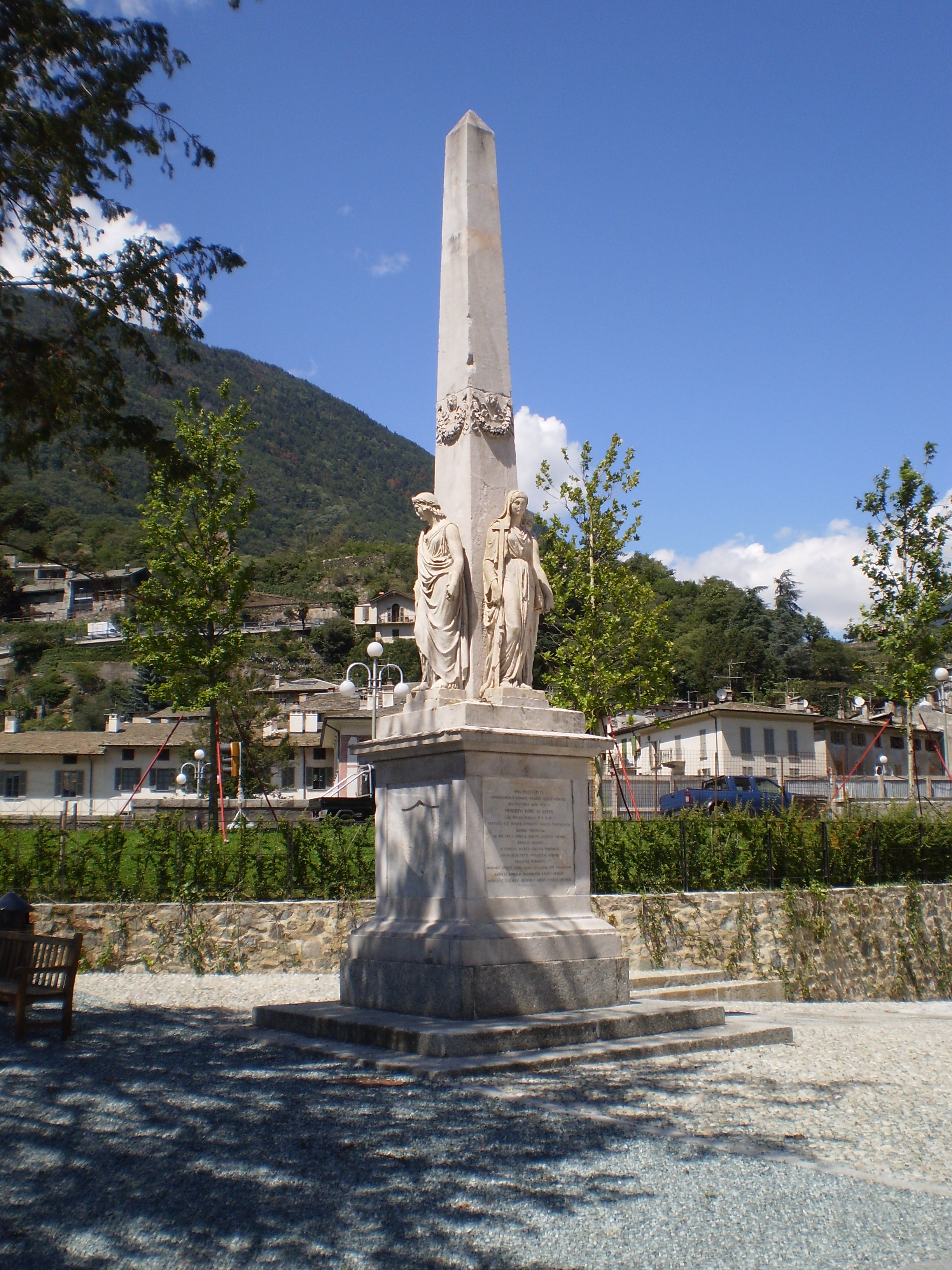
Il monumento davanti a Palazzo Martinengo
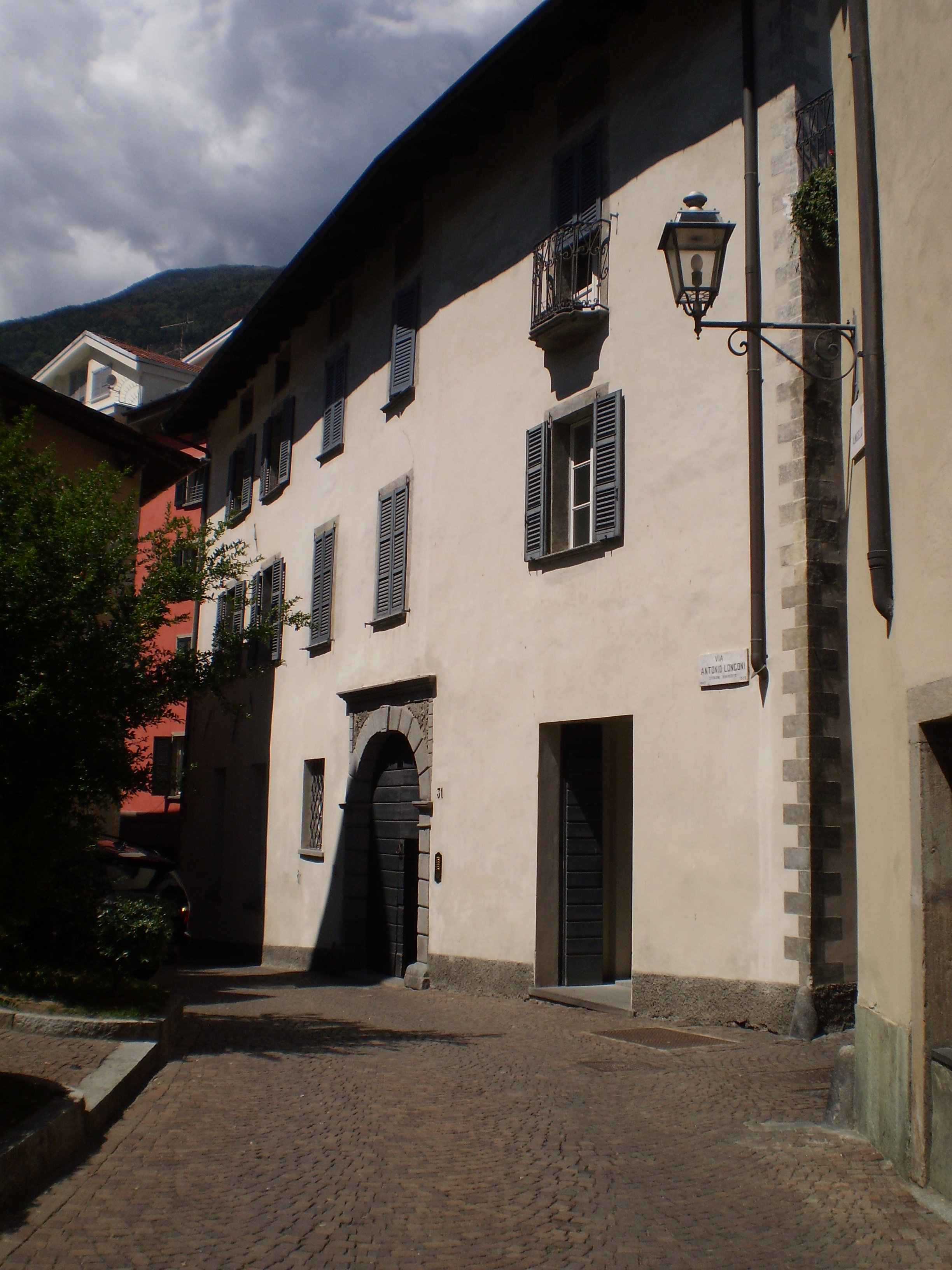
Casa Longoni in via Lavizzari
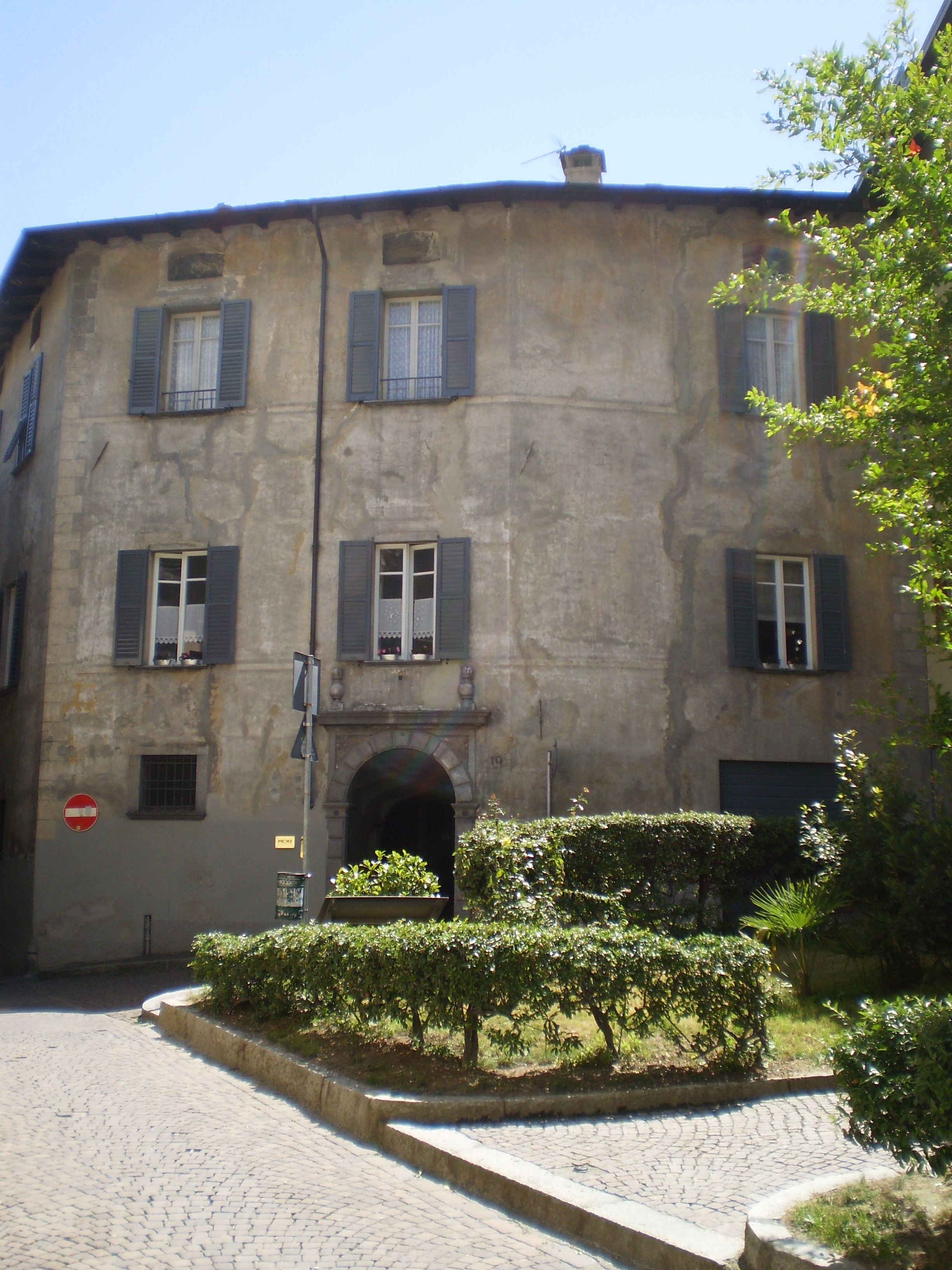
Casa Marlianici in via Lavizzari
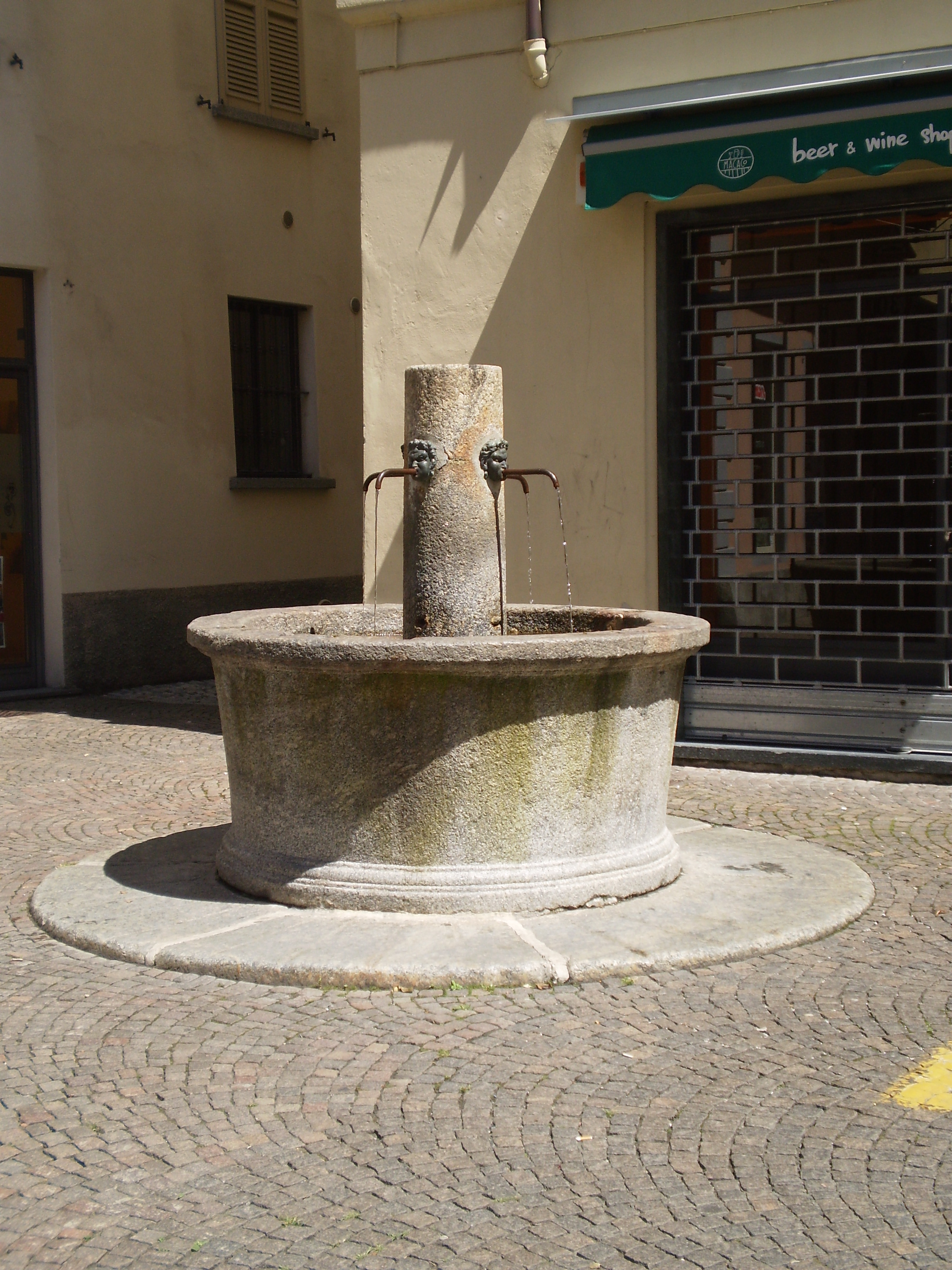
La fontana di Piazza Quadrivio